# ツッツキバコ
ツッツキバコは2008（平成20）年10月22日にバンダイが発表、同年11月15日に発売した立方体型の携帯型ゲーム機。「ステージ」と呼ばれる5つのミニゲームが内蔵されており、目覚まし時計としての機能も備えている。ミニゲームはかなり単純なものだが、「実際には触っていないのに触っていると感じる」錯覚を利用した独自のコントロール方法から世界的に高く評価され、海外では日本のアキバ系デジタルガジェットの典型例として知られている。

## ゲーム概要
筐体には正面に1つのボタンとモノクロ液晶ディスプレイ（LCD）画面、右側面に「ツッツキ穴」と呼ばれるは直径2.4cmの穴が空いている。この穴にプレーヤーは人差し指を最大6cmの深さまで挿入して操作する。筐体内では小型のモーションセンサーが指の動きを感知し、画面に表示する。このような方法で、プレーヤーはミニゲームを楽しむ。プレーヤーが選択できるミニゲームは5種類あり、正面のボタンを押すことで選択画面（メニュー）が表示され、側面の穴から人差し指を動かすことで、プレイするゲームを選択できる。
利用可能なゲームには次のものがある。
- AMEBA STAGE（アメーバステージ） - プレイヤーはアメーバのようなキャラクターを突く。アメーバを指につけると「ゲームスタート」となり、プレイヤーはアメーバをボールのようにバウンドさせなけらばならない[10]。バウンドするごとにプレーヤーはポイントを獲得でき、集計スコアは画面下部に表示される[9]。
- FACE STAGE（フェイスステージ） - プレイヤーは画面に表示される女性の顔を指で突き、くしゃみをさせる[11]。
- PANDA STAGE（パンダステージ） - プレイヤーは小さなパンダが乗ったタイヤブランコを突いて、タイヤを揺らすことなく回転させなければならない[4][11][12][13] 。揺らした後、プレーヤーはパンダを揺らして、ポイントを獲得する[10]。
- SEA STAGE（シーステージ） - 海底にある瓶をつつき、タコと遊ぶ[11]。
- FIGURE STAGE（フィギュアステージ） - 画面に表示される小人、「ツッツキバコの住人」と遊ぶ。[4] ある程度突くと、ツッツキバコの住人は「空手モード」になり、プレイヤーを「PUNCH!」や「KICK!」で攻撃するようになる[10]。第2段階ではツッツキバコの住人とシーソーで遊ぶことができる[10]。

また、ツッツキバコには時計機能がついており、決まった時間にセットすることで目覚まし時計としても使用できる。また、設定から時刻や画面のコントラストを変更することができる。筐体の裏面にリセットボタンが存在し、これを押すことで時刻は午前0時となり、ゲーム内のスコアも0となる。

## 開発
ツッツキバコはバンダイによって開発され、日本国内でのみ3990円（税込）で発売された。中華人民共和国で製造されている。色は「クロ」、「アカ」、「ミドリ」の3色。発売数ヶ月前から公開されたCMでは、女性が筐体内に指を挿入することについてのダブル・ミーニングで注目された。このユーモア性の高さも、海外で注目される原因となった。

## 評価
国際的には一般に好評とされ、「楽しい」、「ユニークである」といった声がある。バンダイの初期の電子玩具である、「たまごっち」と合わせて、よく比較の対象となる。一方、「つまらない」、「面白くない」という一部のユーザーによるレビューも存在する。しかし、ゲーム独特の操作方法やレトロゲーム風の画面が全般的に評価されている。日本国内でしか販売されていないため、海外では輸入コストから50ドルから70ドル高くなることが指摘されている。